# فهد الدوسری
فهد الدوسری (عربی: فهد خالد الدوسري؛ زادهٔ ۱۷ فوریهٔ ۱۹۸۷) یک ورزشکار اهل عربستان سعودی است.
از باشگاه‌هایی که در آن بازی کرده‌است می‌توان به باشگاه فوتبال الفیصلی عربستان سعودی، باشگاه فوتبال القادسیه عربستان سعودی، و باشگاه فوتبال الحزم عربستان سعودی اشاره کرد.